# 赫伯特·林德斯特伦
赫伯特·林德斯特伦（瑞典語：Herbert Lindström，1886年3月16日—1951年10月26日），瑞典男子拔河运动员。他曾代表瑞典参加1912年夏季奥林匹克运动会拔河比赛，获得一枚金牌。